# Woodland, Alabama
Woodland là một thị trấn thuộc quận Randolph, tiểu bang Alabama, Hoa Kỳ. Dân số năm 2009 là 208 người, mật độ đạt 51 người/km².